# Pós Sándor
Pós Sándor (Budapest, 1936. október 12. – Budapest, 2011. január 20.) Jászai Mari-díjas magyar rendező. Eredeti neve Posch Sándor.

## Életpálya
A második világháborút követően 1946-ban nagybátyjához, Pasarétre költöztek. A középiskolát Pannonhalmán a bencés gimnáziumba végezte el. 1959-ben a Színművészeti Főiskolán végzett tanulmányai alatt vette fel a Pós vezetéknevet. A főiskola befejezésével rendezői diplomát kapott, majd munkásemberként következett a kötelező vidéki élet. Hat év alatt 13 rendezési lehetőséget kapott. Az áldatlan lakhatási és szakmai fejlődés elől visszamenekült Pestre. Munkanélküliség következett, amit a kormány büntetett (kmk = közveszélyes munkakerülés)! Az elindult életpálya első állomása a Nemzeti Színház volt, ahol segédrendező lehetett. Megírta Déry Tibor regényéből a Képzelt riport egy amerikai popfesztiválról (röviden: Képzelt riport vagy Popfesztivál) 1973-as magyar musicalváltozatát.  A Nemzeti Színháznak, ahol tag volt, nem kellett. A Vígszínháznak igen. Kiharcolta helyét az író Déry Tibor, a zeneszerző Presser Gábor, a dalszövegíró Adamis Anna mellett. Megválva a Nemzetitől, a Magyar Rádió akkori főrendezőjének, Bozó Lászlónak hívását elfogadva rádiórendező lett. Osztályvezető, majd igazgatóhelyettes, illetve főrendező lett. Az ország legnagyobb színészeivel dolgozhatott.

## Rendezései
Rendezett kis versműsort, nagy hangjátékot, helyszínes élőadást, sokrészes regényadaptációt, riportműsort, dokumentumjátékot.

## Írásai
- Képzelt riport egy amerikai popfesztiválról – életpálya elindulása

## Szakmai sikerek
- Kritikusok Díja birtokosa.
- Magyar Rádiózásért kitüntetés tulajdonosa.
- Jászai Mari-díj művészeti tevékenységének elismeréseként (1980)